# عبد الرقيب الذبحاني
الشهيد: عبد الرقيب عبد الوهاب الذبحاني. 
ولد في قرية (ذلقيان), في بلدة (ذبحان), في ناحية (الشمايتين), من بلاد (الحجرية), في محافظة تعز. وقتل في مدينة صنعاء, وفيها دفن في مقبرة (خزيمة).
تلقى علومه الأولية في قريته, ثم انتقل إلى مدينة عدن؛ حيث درس فيها الابتداتية والإعدادية, وعمل إلى جانب ذلك لتوفير لقمة العيش, ولما قامت الثورة الجمهورية التي قضت على النظام الملكي في شمال اليمن عام 1382هـ/1962م انتقل إثر قيامها إلى مدينة صنعاء, والتحق بالجيش, وشارك في كثير من معارك الدفاع عن الثورة, ثم سافر إلى مدينة القاهرة, والتحق بالكلية الحربية, وتخرج منها سنة 1384هـ/1964م, كما حصل على دورتين عسكريتين: في الصاعقة والمظلات, وبعد عودته إلى مدينة صنعاء رقّي إلى رتبة (ملازم), وتعيَّن قائدًا لمدرسة الصاعقة, ثم قائدًا لقوات الصاعقة, ثم تعيَّن سنة 1388هـ/1968م رئيسًا لهيئة الأركان العامة, إضافة إلى عمله السابق, ورقّي إلى رتبة (مقدّم).